# Corrado Barazzutti
Corrado Barazzutti (* 19. Februar 1953 in Udine) ist ein ehemaliger italienischer Tennisspieler und heutiger -trainer.

## Karriere
Als Nachwuchsspieler konnte Corrado Barazzutti 1971 den Juniorenwettbewerb der French Open gewinnen. In diesem Jahr trat er auch erstmals bei Profiturnieren an, konnte jedoch kein Match gewinnen.
1974 erreichte er in München und Bournemouth die Halbfinale, wo er sich jedoch jeweils seinem Gegner geschlagen geben musste. Im Folgejahr stand er in Manila zum ersten Mal in einem Finale, das er gegen Ross Case verlor. 1976 gewann er sein erstes Profiturnier in Nizza.
Nach zwei erfolgreichen Saisons in den Jahren 1977, in der er drei Einzelkonkurrenzen gewinnen konnte und ein weiteres Finale bestritt, und 1978 mit einer Vielzahl an Halbfinal- und zwei Finalteilnahmen erreichte er im August 1978 mit Platz 7 der Weltrangliste die höchste Position seiner Karriere verbuchen. In diesem Jahr erreichte er bei den French Open mit dem Halbfinaleinzug auch sein bestes Ergebnis bei einem Grand-Slam-Turnier.
Im Jahr 1979 erreichte er zwei weitere Finals und 1980 konnte er zum letzten Mal in seiner Karriere ein Turnier für sich entscheiden.
Corrado Barazzutti trat ab 1972 für Italien beim Davis Cup an. Bis 1984 spielte er bei 32 Begegnungen der Mannschaft 62 Matches, wovon er 41 gewinnen konnte. Größtenteils wurde er bei Einzelpartien eingesetzt. Sein größter Erfolg beim Davis Cup war der Titelgewinn im Jahr 1976 gemeinsam mit Adriano Panatta und Antonio Zugarelli gegen das chilenische Team.
Im Jahr 1984 spielte er zum letzten Mal ein Turnier als Tennisprofi. Nach seiner Karriere war Barazzutti als Trainer tätig. Bis Ende 2020 hatte er für 20 Jahre die Position des Kapitäns der italienischen Davis-Cup-Mannschaft inne, anschließend trat Filippo Volandri seine Nachfolge an.
Nach seiner Karriere betreute Barazzutti von 2002 bis 2016 die italienische Billie-Jean-King-Cup-Mannschaft sowie von 2001 bis 2020 die italienische Davis-Cup-Mannschaft. Mit den Frauen gewann er 2006, 2009, 2010 und 2013 den Titel. Als Trainer war er damit der am zweitlängsten arbeitende Kapitän einer Davis-Cup-Mannschaft.
Außerdem war er ab 2019 bei einigen Spielern wie Fabio Fognini oder Lorenzo Musetti Trainer.

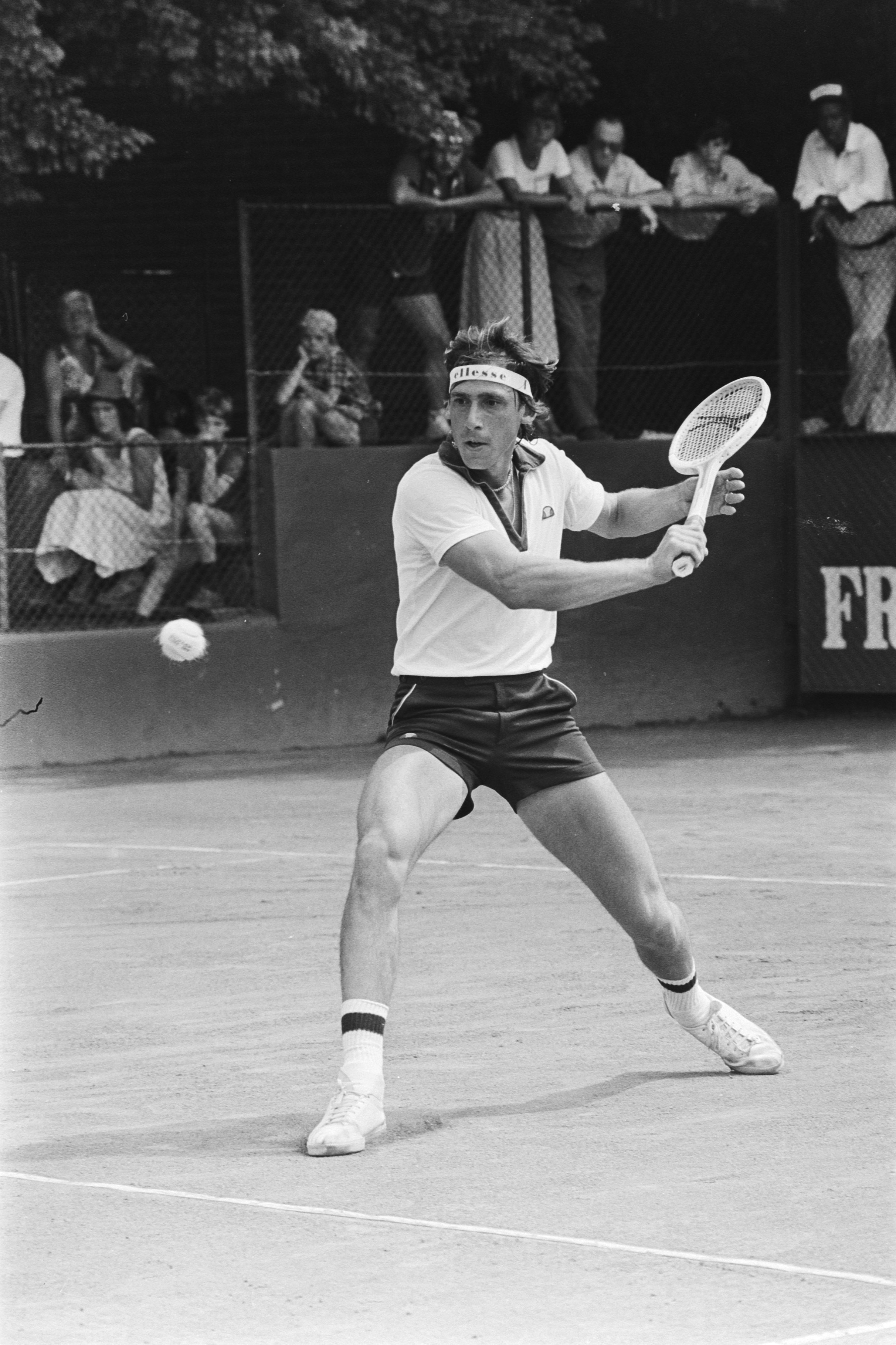
Barazzutti (1978)

## Erfolge
| Legende                       |
| Grand Slam                    |
| Tennis Masters Cup            |
| ATP Masters Series            |
| ATP International Series Gold |
| ATP International Series (6)  |
| ATP Challenger Series (4)     |

| ATP-Titel nach Belag |
| Hartplatz (1)        |
| Sand (5)             |
| Rasen (0)            |
| Teppich (0)          |

### Einzel

#### Turniersiege

##### ATP Tour
| Nr. | Jahr             | Turnier   | Belag         | Finalgegner      | Ergebnis                |
| --- | ---------------- | --------- | ------------- | ---------------- | ----------------------- |
| 1.  | 11. April 1976   | Nizza     | Sand          | Jan Kodeš        | 6:2, 2:6, 5:7, 7:6, 8:6 |
| 2.  | 24. April 1977   | Charlotte | Sand          | Eddie Dibbs      | 7:66, 6:0               |
| 3.  | 10. Juli 1977    | Båstad    | Sand          | Balázs Taróczy   | 7:6, 6:7, 6:2           |
| 4.  | 6. November 1977 | Paris     | Hartplatz (i) | Brian Gottfried  | 7:6, 7:6, 6:7, 3:6, 6:4 |
| 5.  | 10. März 1980    | Kairo     | Sand          | Paolo Bertolucci | 6:4, 6:0                |

##### Challenger Tour
| Nr. | Jahr           | Turnier     | Belag | Finalgegner        | Ergebnis      |
| --- | -------------- | ----------- | ----- | ------------------ | ------------- |
| 1.  | 4. Mai 1980    | Parioli (1) | Sand  | Dominique Bedel    | 1:6, 6:3, 6:2 |
| 2.  | 13. Juli 1981  | Sanremo     | Sand  | Ilie Năstase       | 7:5, 6:0      |
| 3.  | 25. April 1982 | Parioli (2) | Sand  | Alejandro Ganzábal | 6:3, 2:6, 6:1 |
| 4.  | 24. April 1983 | Bari        | Sand  | Carlos Castellan   | 6:0, 6:1      |

#### Finalteilnahmen
| Nr. | Jahr               | Turnier     | Belag         | Finalgegner       | Ergebnis           |
| --- | ------------------ | ----------- | ------------- | ----------------- | ------------------ |
| 1.  | 2. November 1975   | Manila      | Sand          | Ross Case         | 2:6, 1:6           |
| 2.  | 11. Juli 1976      | Båstad (1)  | Sand          | Antonio Zugarelli | 6:4, 5:7, 2:6      |
| 3.  | 6. November 1976   | Tokio       | Sand          | Roscoe Tanner     | 3:6, 2:6           |
| 4.  | 10. April 1977     | Monte Carlo | Sand          | Björn Borg        | 3:6, 5:7, 0:6      |
| 5.  | 30. April 1978     | Las Vegas   | Hartplatz     | Harold Solomon    | 1:6, 0:3 aufgg.    |
| 6.  | 23. Juli 1978      | Båstad (2)  | Sand          | Björn Borg        | 1:6, 2:6           |
| 7.  | 23. September 1979 | Palermo     | Sand          | Björn Borg        | 4:6, 0:6, 4:6      |
| 8.  | 4. November 1979   | Paris       | Hartplatz (i) | Harold Solomon    | 3:6, 6:2, 3:6, 4:6 |

### Doppel

#### Turniersiege
| Nr. | Jahr         | Turnier | Belag | Doppelpartner   | Finalgegner               | Ergebnis      |
| --- | ------------ | ------- | ----- | --------------- | ------------------------- | ------------- |
| 1.  | 21. Mai 1978 | Florenz | Sand  | Adriano Panatta | Mark Edmondson John Marks | 6:3, 6:7, 6:3 |

#### Finalteilnahmen
| Nr. | Jahr              | Turnier     | Belag       | Doppelpartner     | Finalgegner                 | Ergebnis       |
| --- | ----------------- | ----------- | ----------- | ----------------- | --------------------------- | -------------- |
| 1.  | 26. Mai 1974      | Bournemouth | Sand        | Paolo Bertolucci  | Juan Gisbert Ilie Năstase   | 4:6, 2:6, 0:6  |
| 2.  | 16. März 1975     | München     | Teppich (i) | Antonio Zugarelli | Bob Hewitt Frew McMillan    | 3:6, 4:6       |
| 3.  | 28. März 1976     | Valencia    | Sand        | Antonio Zugarelli | Juan Gisbert Manuel Orantes | kampflos       |
| 4.  | 21. November 1976 | Manila      | Sand        | Anand Amritraj    | Ross Case Geoff Masters     | 0:6, 1:6       |
| 5.  | 24. April 1977    | Charlotte   | Sand        | Adriano Panatta   | Tom Okker Ken Rosewall      | 1:6, 6:3, 6:72 |